# النسيريتايد
النسيريتايد (Nesiritide) أو (ناتريكور) هو الشكل المأشوب من الببتيد الطارح للصوديوم من النوع ب ذي 32 حمض أميني بشري وتفرزه عادة عضلة القلب البطينية. ويعمل النسيريتايد على تسهيل التوازن في سائل القلب والأوعية الدموية من خلال التنظيم المقابل في نظام الرينين أنجيوتنسين ألدستيرونالذي يعمل على تحفيز غوانوزين الأدينوزين الحلقي ويؤدي إلى استرخاء خلية العضلة الملساء.
وكان يعتقد أن النسيريتايد مفيد في المقام الأول في حالات فشل القلب الاحتقاني الحاد. وقد حصل على اعتماد الإدارة الأمريكية للطعام والدواء عام 2001م بعد رفض الاعتماد الأولي. ونشرت نتائج أشمل دراسة أُجريت في وقتها حول النسيريتايد في جريدة نيو إنجلاند الطبية (نيو إنغلاند جورنال أوف ميديسين)في يوليو 2011م؛ حيث أظهرت أن النسيريتايد لا يرتبط بتغيير معدل الوفيات أو حالات دخول المستشفيات مرات أخرى.

## التناول
يمكن تناول النسيريتايد فقط عن طريق الحقن الوريدي عادة بواسطة بلعة متبوعًا بالتسريب الوريدي. بالنسبة لغالبية البالغين وكبار السن تبلغ الجرعة العادية 2 ميكروجرام/كغم يتبعها تسريب وريدي متواصل بمقدار 0.01 ميكروغرام/كغم/دقيقة. وربما يزيد هذا المقدار كل ثلاث ساعات بحد أقصى 0.03 ميكروجرام/كغم/دقيقة.

## الآثار الجانبية
تشتمل الآثار الجانبية الشائعة على:
- انخفاض ضغط الدم (بالنسبة إلى 11% من المرضى).
- الصداع.
- الغثيان.
- بطء معدل ضربات القلب.
- القصور/الفشل الكلوي.[4]

هناك مزيد من الآثار الجانبية النادرة وتشتمل على:
- الاختلاط.
- التنميل.
- الوسن.
- الرعاش.

## وصلات خارجية
- Natrecor.com